# سیم، اوبلاست چلیابینسک
شهر سیم، اوبلاست چلیابینسک (به روسی: Сим) در کشور روسیه و در اوبلاست چلیابینسک واقع شده‌است.